# James Maxwell (attore)
James Ackley Maxwell (Worcester, 23 marzo 1929 – Londra, 18 agosto 1995) è stato un attore e regista teatrale statunitense naturalizzato britannico, particolarmente legato al Royal Exchange Theatre di Manchester.

## Biografia e carriera
Maxwell nacque a Worcester, Massachusetts, Stati Uniti, ma trascorse la maggior parte della sua carriera nel Regno Unito e morì a Londra. Arrivò in Gran Bretagna all'età di 20 anni per frequentare la scuola di teatro dell'Old Vic. Lì incontrò gli altri studenti Casper Wrede e Richard Negri (co-fondatori del Royal Exchange 25 anni dopo).

### Attività teatrali
Dopo le stagioni al Bristol Old Vic e al Piccolo Theatre di Manchester iniziò a collaborare con i registi Michael Elliott e Casper Wrede, inizialmente con la 59 Theatre Company. Tradusse La morte di Danton di Georg Büchner per la produzione di apertura al Lyric Theatre di Hammersmith. Elliott e Wrede hanno continuato a dirigere la compagnia Old Vic e Maxwell si è unito a loro per recitare in diverse produzioni tra cui Il mercante di Venezia e Misura per misura.
Il gruppo si è poi unito a Braham Murray a Manchester per formare la 69 Theatre Company. Maxwell adattò il romanzo di George Eliot Daniel Deronda; diretto da Elliott e interpretato da Vanessa Redgrave fu successivamente trasmesso in televisione. Recitò in molte produzioni per la compagnia, tra cui nel ruolo di Prospero ne La tempesta nel 1969 e Thomas More in A Man for All Seasons nel 1975. Ha anche diretto Arms and the Man con Tom Courtenay, Jenny Agutter e Brian Cox nel 1973.
Visto il successo di questa collaborazione, il gruppo iniziò a cercare un teatro permanente a Manchester e alla fine fu costruito un nuovo teatro all'interno del Royal Exchange in disuso con Maxwell nel ruolo di uno dei direttori artistici fondatori. Apparve in entrambe le produzioni di apertura: The Prince of Homburg di Kleist e The Rivals di Sheridan ed è rimasto direttore artistico fino alla sua morte nel 1995. Oltre a recitare in molte produzioni nel corso di 20 anni, ha adattato diversi romanzi tra cui Il conte di Montecristo, Orgoglio e pregiudizio e La pietra di Luna. Ha anche diretto oltre 20 produzioni. Come ha ricordato Braham Murray. "Come artista aveva molti talenti e praticava ogni sua abilità con discrezione. Come scrittore, traduceva molte opere; come regista era particolarmente abile nella commedia. Amava far ridere la gente, ma era come attore che vorrebbe essere ricordato."
Sebbene il teatro sia sempre stata la sua prima passione, lavorò anche in televisione e al cinema. Il suo ruolo televisivo più noto è stato quello di Re Enrico VII in una serie drammatica della BBC2, The Shadow of the Tower, ma non ha avuto lo stesso livello di successo della miniserie televisiva Le sei mogli di Enrico VIII (1970), in cui aveva lavorato precedentemente. I suoi altri crediti televisivi includono un ruolo di primo piano in Underworld della saga di Doctor Who (1978). È apparso in Agente speciale nell'episodio del 1967 "The Superlative Seven" come Jason Wade, ed è apparso anche come Osmond in una serie televisiva di The Portrait of a Lady (1968) di Henry James, Frontier (1968), Doomwatch: The Iron Doctor (1971), Thriller e Il Santo.
Ha anche recitato nei film Private Potter (1962), La rivolta di Frankenstein (1964), L'incredibile affare Kopcenko (1968) e Una giornata di Ivan Denisovič (1970); il primo e l'ultimo di questi film furono diretti dal suo amico e collega Casper Wrede.

## Vita privata
Sposò l'attrice Avril Elgar nel 1952 e la coppia ebbe due figli. Si sono incontrati alla scuola di teatro dell'Old Vic e lei recitò in molte delle produzioni di Maxwell. Morì nel 1995.

## Filmografia parziale

### Cinema
- Subway in the Sky, regia di Muriel Box (1959)
- Girl on Approval, regia di Charles Frend (1961)
- Design for Loving, regia di Godfrey Grayson (1962)
- The Traitors, regia di Robert Tronson (1962)
- Hallucination (The Damned), regia di Joseph Losey (1962)
- Private Potter, regia di Caspar Wrede (1962)
- Il terzo segreto (The Third Secret), regia di Charles Crichton (1964)
- La rivolta di Frankenstein (The Evil of Frankenstein), regia di Freddie Francis (1964)
- Via dalla pazza folla (Far from the Madding Crowd), regia di John Schlesinger (1967)
- L'incredibile affare Kopcenko (Otley), regia di Dick Clement (1969)
- Connecting Rooms, regia di Franklin Gollings (1970)
- Una giornata di Ivan Denisovič (One Day in the Life of Ivan Denisovich), regia di Casper Wrede (1970)
- Ransom - Stato di emergenza per un rapimento (Ransom), regia di Caspar Wrede (1974)
- Gli amici di Georgia (Four Friends), regia di Arthur Penn (1981)

### Televisione
- Missione segreta (Espionage) – serie TV, episodio 1x14 (1964)